# Eszter Hortobágyi
Eszter Hortobágyi (Budapest, 6 luglio 1976) è una pentatleta ungherese naturalizzata australiana.

## Palmarès
In carriera ha conseguito i seguenti risultati:
per l' Ungheria:
- Mondiali:

Sheffield 1994: bronzo nel pentathlon moderno a squadre.
Basilea 1995: argento nel pentathlon moderno a squadre e staffetta a squadre.